# Бузульник Пржевальского
Бузульник Пржевальского (лат. Ligularia przewalskii) — многолетнее травянистое растение рода Бузульник семейства Астровые, или Сложноцветные.
Вид назван в честь русского путешественника и натуралиста Николая Пржевальского.
Китайское название: 掌叶橐吾 (zhang ye tuo wu).

## Распространение
Китай (Хэнань, Цзянсу, Внутренняя Монголия, Нинся, Цинхай, Шэньси, Шаньси, Сычуань).
Встречается на высотах 1100—3700 метров над уровнем моря.
Культивируется в Европе и США.

## Описание
Высота куста до 150 см.
Листья изящные, сильно разрезанные, остропальчатые. Черешки красно-коричневые.
Цветки мелкие, жёлтые, собраны в колосовидные, узкие соцветия до 50—70 см длиной, верхушки которых слегка обвисают.

## Применение
В Китае Бузульник Пржевальского известен как лекарственное растение. Корни содержат 13 соединений, некоторые из которых обладают антибактериальной активностью.

## В культуре
Используется в декоративном цветоводстве. Теневыносливое и влаголюбивое растение. Подкормки настоем коровьего навоза (1:10) с мая по июнь (3—4 литра на взрослое растение).
Цветение начинается с конца июня и продолжается в течение 30 дней. По времени цветения это один из ранних бузульников.
Размножение семенами и делением куста. В условиях средней полосы России зимостоек без укрытия.
В посадках хорошо сочетается с сине-голубыми дельфиниумами, зацветающими чуть раньше, и фиолетово-синими аконитами.

## Сорта
- 'Dragonss Breath'. Высота растений 30—45 см, ширина 45—60 см[5]. Отличается строением листа, доли более узкие и изящные, чем у видовых растений.